# Anna Ewers
Anna Luisa Ewers, née le 14 mars 1993 à Fribourg-en-Brisgau en Allemagne, est un mannequin allemand.

## Biographie

### Jeunesse
Lors d'un échange scolaire en Colombie, elle est repérée à l'âge de seize ans mais préfère finir ses études avant de se lancer dans le mannequinat,.
Lorsque le styliste Alexander Wang la découvre grâce à une photographie qu'elle avait auparavant postée sur son blog, il présente cette photographie à une directrice de casting qui lui suggère qu'il faut absolument la retrouver. Elle est, depuis, devenue la muse d'Alexander Wang.

### Carrière
En février 2013, elle arpente le podium du premier défilé d'Alexander Wang pour Balenciaga. En septembre, elle défile trente-sept fois, ouvrant notamment les défilés d'Alexander Wang et Dolce & Gabbana,.
En février 2014, elle est élue mannequin de la Fashion Week de Milan. Elle est l'image de la campagne « Denim X Wang » dont les clichés osés la font remarquer,, ainsi que du parfum B.Balenciaga de Balenciaga. Elle incarne aussi la collection croisière de Prada.
Steven Meisel la photographie pour le calendrier Pirelli 2015. Elle est le visage de Mango pour la saison printemps/été,, et pose pour la campagne automne/hiver de H&M. Elle fait la couverture de Vogue Paris photographiée par Inez & Vinoodh, Vogue UK, Vogue Deutschland et Harper's Bazaar. Elle est le mannequin de l'année 2015 d'après le site web Models.com (it),,,,,,.
Elle pose pour la campagne printemps/été 2016 de Balenciaga, photographiée aux côtés de Zoë Kravitz par Steven Klein,.